# Yasin Bolat
Yasin Bolat (ur. 2 czerwca 1986) – turecki zapaśnik walczący w stylu wolnym. Zajął jedenaste miejsce na mistrzostwach Europy w 2010. Uniwersytecki wiecemistrz świata w 2008. Czwarty w Pucharze Świata w 2010 i szósty w drużynie w 2008. Trzeci na MŚ kadetów w 2003 roku.